# Hexatoma (Eriocera) superba
Hexatoma (Eriocera) superba is een tweevleugelige uit de familie steltmuggen (Limoniidae). De soort komt voor in het Palearctisch gebied.